# Новоахмерово
Новоахме́рово (рос. Новоахмерово) — село у складі Новосергієвського району Оренбурзької області, Росія.

## Населення
Населення — 116 осіб (2010; 155 у 2002).
Національний склад (станом на 2002 рік):
- башкири — 84 %